# 이라크 여자 축구 국가대표팀

이라크 여자 축구 국가대표팀은 이라크를 대표하는 여자 축구 국가대표팀으로 이라크 축구 협회에서 관리 및 감독한다. 중동의 강호로 평가되는 남자 대표팀과는 달리 아직 국제 대회에서 득점을 기록한 적이 없을 정도로 서아시아 내 뿐만 아니라 아시아 전체에서도 카타르, 쿠웨이트 등과 함께 여자 축구 최약체이자 변방으로 손꼽힌다.

## 국제 대회 경력

### AFC 여자 아시안컵
2018년 AFC 여자 아시안컵 예선 A조에 편성되면서 처음으로 메이저 대회 예선에 참가했지만 5경기에서 무득점 전패·조 최하위라는 참혹한 성적만을 남긴 채 본선 진출에 실패하면서 아시아 축구의 높은 벽을 실감했다.

### WAFF 여자 챔피언십
2011년 대회를 통해 WAFF 여자 챔피언십에 처음으로 모습을 드러낸 이후 2번의 대회에 참가했지만 두 대회에서 6전 전패·무득점·30실점의 참혹한 성적을 남기며 여전히 아시아 여자 축구 변방다운 모습을 보였다.

### 아라비아컵
2010년 아라비아컵을 통해 처음으로 국제 경기에 출전했으나 요르단에게 0 - 20이라는 역대 A매치 최다 점수차 패배를 당하는 등 3전 전패를 당하며 8팀 중 최하위에 머물렀다.

## 성적

### FIFA 여자 월드컵
- 2011년 ~ 2015년: 불참
- 2019년: 진출 실패

### AFC 여자 아시안컵
- 2010년 ~ 2014년: 불참
- 2018년: 진출 실패

### WAFF 여자 챔피언십
- 2011년: 조별리그
- 2014년 ~ 2019년: 불참

### 아라비아컵
- 2010년: 조별리그

## 같이 보기
- 이라크 축구 국가대표팀
- 이라크 축구 협회

- 서아시아 축구 연맹